# Соколов, Иван Митрофанович
Иван Митрофанович  Соколов (15.06.1903 — 05.03.1958) — советский военачальник, участник Хасанских боёв (1938), Великой Отечественной войны. Генерал-майор танковых войск (1942).

## Биография

### Начальная биография
Родился 15 июня 1903 года село Угревичи Шаровской волости Севского уезда Орловской губернии (ныне село Угревище Комаричский район, Брянская область). Русский.
Окончил 7-классную гимназию (1917). Коммунистический университет (заочно в 1930)
Член ВКП(б) с 1926 года.
Образование:Окончил высшие курсы ВАММ (1941), Особые курсы ГлавПУ РККА (1943), ВАК при Военно-политической академии имени В. И. Ленина (1955).

### Личная жизнь
Жена - Соколова (Александрова) Анна Николаевна (1909 - 2005). Дети - Соколов Владимир Иванович (1932 - 2010), Соколов Юрий Иванович (1938 - 2022). Внуки - Соколова (Колочкова) Ольга Юрьевна (род 1968), Соколов Алексей Юрьевич (род 1972), Соколова Наталья Владимировна (род 1974), Соколов Иван Владимирович (род 1978) 

### Служба в армии
В РККА с ноября 1919 года (призван Чериковским уездным комиссариатом Могилевской губернии). 
С ноября 1919 года - красноармеец 720-го отд. батальона г. Чериков Могилевской губернии.
С февраля 1921 года по ноябрь 1925 года - состоял в запасе..
С ноября 1925 года - красноармеец, младший командир 112-го артиллерийского полка (г. Гжатск). С октября 1927 года - ответственный организатор ВЛКСМ 111-го артиллерийского полка (Пушкин (город)). С октября 1929 года - политрук батареи 111-го артиллерийского полка. С января 1931 года - ответственный секретарь  партбюро 58-го стрелкового полка (г. Луга).
15.12.1932 года назначен военным комиссаром танкового батальона 20-й стрелковой дивизии. 28.12.1936 года назначен военным комиссаром 25-го механизированного полка 25-й кавалерийской дивизии. 10.04.1938 года назначен военным комиссаром 23-й механизированной (с 1939 года - 3-й легкотанковой) бригады.
С ноября 1940 года по марта 1940 года - слушатель высших курсов Военной академии механизации и моторизации РККА им. И. В. Сталина.
С марта по июль 1941 года заместитель командира 30-го мехкорпуса по политической части.

### В Великую Отечественную войну
25.11.1941 года назначен Заместителем начальника политодела 1-й Краснознамённой армии. 
С 17 июня 1942 года по 13 мая 1943 года - военный комиссар, с 9 октября 1942 года заместитель командира по политической части 16-го танкового корпуса.
С июня 1943 года слушатель Особых курсов Главного ПУ КА в Солнечногорске.
С 15 октября 1943 года - заместитель командира по политической части 6-го танкового корпуса (с 23 октября 1943 года преобразован в 11-й гвардейский). 

### После войны
С 16 июля 1945 года - начальник политодела 11-й гвардейской танковой дивизии.
С 31.01.1948 года — заместитель командующего 2-й гвардейской механизированной армией по политической части.
С 9.01.1950 года — заместитель командующего 7-й механизированной армией части.
8.07.1950 года назначен Членом военного совета 5-й гвардейской механизированной армии.
С 10 декабря 1954 года - слушатель Высших академических курсов при Военно-политической академии им. Ленина.
С 1 ноября 1955 года - Начальник политотдела управления (он же заместитель командира по политической части) штаба Ленинградского военного округа.
Умер 5 марта 1958 года. Похоронен в Санкт-Петербурге на Богословском кладбище.

## Воинские звания
- ст. политрук (Приказ НКО № 156/п от 24.01.1936)[4],
- батальонный комиссар (Приказ НКО № 3993 от 23.12.1937)[4],
- полковой комиссар (Приказ НКО № 0286/п от 10.04.1938)[4],
- бригадный комиссар (Приказ НКО № 04287/п от 19.09.1940)[4],
- генерал-майор т/в (Постановление СНК СССР № 1944 от 06.12.1942)[4].

## Награды
- Орден  Ленина (28.10.1950)[5][1],
- пять орденов Красного Знамени (15.02.1943)[6][1], (18.03.1945)[7][1], (06.11.1945)[8][1], (05.12.1945)[9][1].(26.10.1955)[10][1].
- Орден Отечественной войны I степени (08.04.1944)[11][1].
- Орден Красной Звезды (03.11.1944)[12][1].
- Орден Знак Почёта (22.02.1941)[13][1].
- Медаль «За оборону Сталинграда» (22.12.1942)[14][4];
- Медаль «За победу над Германией в Великой Отечественной войне 1941-1945 гг.»  (09.05.1945)[15][4];
- Медаль «За взятие Берлина» (09.06.1945)[16][1].
- Медаль «За освобождение Варшавы» (09.06.1945)[17][1].
- Медаль XX лет РККА(1938)[4].
- Юбилейная медаль «30 лет Советской Армии и Флота» (1948)[4];
- Медаль «За доблестный труд в Великой Отечественной войне 1941—1945 гг.» (06.06.1945)[18];

## Память
- На могиле установлен надгробный памятник.
- Имя воина увековечено в Главном Храме Вооружённых сил России, и навсегда запечатлено на мемориале «Дорога памяти»[19]